# Quartier de Plaisance

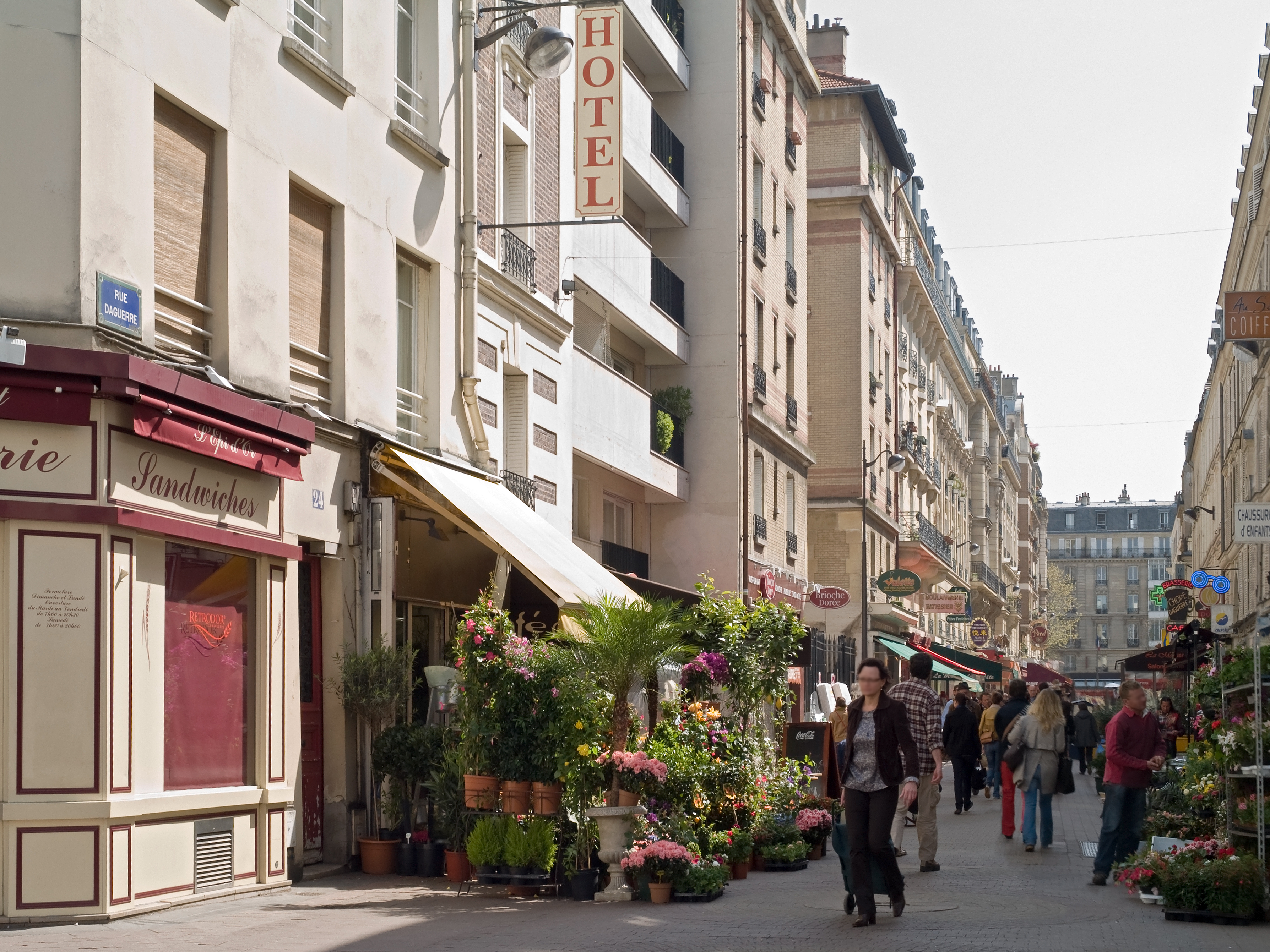
Rue Daguerre

Quartier de Plaisance (česky zhruba Zábavní čtvrť) je 56. administrativní čtvrť v Paříži, která je součástí 14. městského obvodu. Má rozlohu 178,5 ha a ohraničují ji boulevard périphérique na jihu, ulice Rue Vercingétorix a Rue du Départ na západě, Avenue du Maine a Rue Daguerre na severu, Rue Grissendi, Rue des Plantes a Avenue de la Porte de Châtillon na východě.

## Historie
Urbanizace této oblasti probíhala od roku 1830 a dále se rozvíjela po zřízení železnice v roce 1840 z Paříže do Versailles. V roce 1842 byl zdejší zámek s názvem Plaisance zbořen, přilehlé pozemky byly rozparcelovány a na jejich místě vznikla nová městská čtvrť. Obchodníci s nemovitostmi převzali název hradu (zábavný, odpočinkový), aby nalákali případné kupce stavebních parcel. Stejný název nese i zdejší stanice metra a též reformovaný kostel.

## Vývoj počtu obyvatel
| Rok sčítání | Počet obyvatel | Hustota zalidnění (ob./km²) |
| ----------- | -------------- | --------------------------- |
| 1954        | 81 443         | 45 626                      |
| 1962        | 77 889         | 43 635                      |
| 1968        | 72 671         | 40 712                      |
| 1975        | 64 145         | 35 936                      |
| 1982        | 59 552         | 33 362                      |
| 1990        | 59 053         | 33 082                      |
| 1999        | 57 229         | 32 061                      |